# 龍興山一人
龍興山一人（日语：／，1967年6月23日—1990年2月2日)，日本大阪府堺市西區出身的前大相撲力士，原名宮田一人，身高1.85米，重160公斤。他的最高位置是西前頭十枚目（1990年一月場所），他在幕內級別比賽一個場所後就因心臟病發暴斃。所屬的相撲部屋是出羽海部屋。

## 生涯
宮田在初中時受出羽海部屋幕下力士播州山的熟人勸誘學習相撲，並加入了他的相撲俱樂部。在第三年，他決定進入出羽海部屋。他於1983年3月首次亮相，以宮田的姓氏參加比賽。1983年12月，由於缺乏進展，他离开了部屋。他最終被正在接受癌症治療的父親說服回去。宮田沒有交出退役申請，所以儘管連續錯過了四場比賽，他還是在1984年9月恢復了他在前相撲的職業生涯。他在1984年11場所中以7-0的完美戰績贏得了序之口優勝。
1989年5月，他以6勝1負的戰績晉升至十兩。為了紀念他的晉陞，他的四股名被改為龍興山。他在十兩首次比賽中以9-6的戰績晉級，在接下來的比賽中以10-5的戰績奪得優勝。在接下來的比賽中，他以11勝4負的戰績與他同部屋的朋友小城乃花昭和一起入幕。1990年1月，龍興山和小城乃花在幕內的首次比賽中都取得了勝越。

## 死亡
1990年2月2日，龍興山在為三月場所比賽做準備時在訓練中死於心臟病發作，這使他成為自1971年的橫綱玉之海正洋以來第一位在現役期間死亡的關取，年仅22歲。由於他在下一場比賽中的排名將是他的最高排名東前頭五枚目，因此他的名字被列入1990年3月的番付表，而不是像已故力士通常那樣將排名留空，以紀念他。在他去世后，日本相撲協會對所有力士進行了強制性的心電圖檢查，並要求在每個部屋安裝自動體外除顫器。2019年7月4日，他的前隊友小城乃花，現在的出羽海親方，在監督序之口力士的訓練課上倒下。他被診斷為變異型心絞痛，因被及时使用自動體外除顫器而得救。